# Mohammed Yaqoob Qureshi
Haji Mohammed Yaqoob Qureshi, indisk politiker (SP). Före detta delstatsminister för den islamska vallfärden i Uttar Pradesh.
Qureshi utfäste vid ett folkmöte i staden Meerut 18 februari 2006 ett pris för huvudet på den tecknare som utfört de karikatyrer Jyllands-Posten publicerat under hösten 2005. Den som sålunda halshugger tecknaren och för huvudet till Qureshi erbjöds 51 crore rupier (motsvarande 34 miljoner svenska kronor) och sin vikt i guld. Pengarna avsåg Qureshi samla in från folket i Meerut. Inga rättsliga åtgärder vidtogs mot Qureshi. Domstolen avvisade en anmälan och hänvisade anmälaren att gå till polisen och anmäla brott på normalt vis.